# Формула-1 — Гран-прі Іспанії 2025
Гран-прі Іспанії 2025 (офіційно — Formula 1 Aramco Gran Premio de España 2025) — автоперегони чемпіонату світу з Формули-1, які пройшли 1 червня 2025 року. Гонка була проведена на трасі Каталунья в Монмало, Барселона, Іспанія. Це дев'ятий етап Чемпіонату світу, шістдесят сьоме Гран-прі Іспанії в історії та п'ятдесят п'яте в рамках Чемпіонату світу з Формули-1.
Переможцем гонки став австралієць Оскар Піастрі (McLaren-Mercedes). Друге місце посів його товариш по команді Ландо Норріс, а третє — Шарль Леклер (Ferrari).

## Розклад (UTC+3)
| Дата      | Подія           | Час           |
| --------- | --------------- | ------------- |
| 30 травня | Вільний заїзд 1 | 14:30 - 15:30 |
| 30 травня | Вільний заїзд 2 | 18:00 - 19:00 |
| 31 травня | Вільний заїзд 3 | 13:30 - 14:30 |
| 31 травня | Кваліфікація    | 17:00 - 18:00 |
| 1 червня  | Перегони        | 16:00         |
| Джерело:  |                 |               |

## Кваліфікація
| Поз.                    | №  | Пілот                 | Конструктор                  | Кваліфікаційний час | Кваліфікаційний час | Кваліфікаційний час | Старт |
| Поз.                    | №  | Пілот                 | Конструктор                  | Q1                  | Q2                  | Q3                  | Старт |
| ----------------------- | -- | --------------------- | ---------------------------- | ------------------- | ------------------- | ------------------- | ----- |
| 1                       | 81 | Оскар Піастрі         | McLaren-Mercedes             | 1:12.551            | 1:11.998            | 1:11.546            | 1     |
| 2                       | 4  | Ландо Норріс          | McLaren-Mercedes             | 1:12.799            | 1:12.056            | 1:11.755            | 2     |
| 3                       | 1  | Макс Ферстаппен       | Red Bull Racing-Honda RBPT   | 1:12.798            | 1:12.358            | 1:11.8481           | 3     |
| 4                       | 63 | Джордж Расселл        | Mercedes                     | 1:12.806            | 1:12.407            | 1:11.8481           | 4     |
| 5                       | 44 | Льюїс Гамільтон       | Ferrari                      | 1:13.058            | 1:12.447            | 1:12.045            | 5     |
| 6                       | 12 | Андреа Кімі Антонеллі | Mercedes                     | 1:12.815            | 1:12.585            | 1:12.111            | 6     |
| 7                       | 16 | Шарль Леклер          | Ferrari                      | 1:13.014            | 1:12.495            | 1:12.131            | 7     |
| 8                       | 10 | П'єр Гаслі            | Alpine-Renault               | 1:13.081            | 1:12.611            | 1:12.199            | 8     |
| 9                       | 6  | Ізак Аджар            | Racing Bulls-Honda RBPT      | 1:13.139            | 1:12.461            | 1:12.252            | 9     |
| 10                      | 14 | Фернандо Алонсо       | Aston Martin Aramco-Mercedes | 1:13.102            | 1:12.523            | 1:12.284            | 10    |
| 11                      | 23 | Александр Албон       | Williams-Mercedes            | 1:13.044            | 1:12.641            | Н/Д                 | 11    |
| 12                      | 5  | Ґабріель Бортолето    | Kick Sauber-Ferrari          | 1:13.045            | 1:12.756            | Н/Д                 | 12    |
| 13                      | 30 | Ліам Ловсон           | Racing Bulls-Honda RBPT      | 1:13.039            | 1:12.763            | Н/Д                 | 13    |
| 14                      | 18 | Ленс Стролл           | Aston Martin Aramco-Mercedes | 1:13.038            | 1:13.058            | Н/Д                 | —2    |
| 15                      | 87 | Олівер Берман         | Haas-Ferrari                 | 1:13.074            | 1:13.315            | Н/Д                 | 14    |
| 16                      | 27 | Ніко Гюлькенберг      | Kick Sauber-Ferrari          | 1:13.190            | Н/Д                 | Н/Д                 | 15    |
| 17                      | 31 | Естебан Окон          | Haas-Ferrari                 | 1:13.201            | Н/Д                 | Н/Д                 | 16    |
| 18                      | 55 | Карлос Сайнс мол.     | Williams-Mercedes            | 1:13.203            | Н/Д                 | Н/Д                 | 17    |
| 19                      | 43 | Франко Колапінто      | Alpine-Renault               | 1:13.334            | Н/Д                 | Н/Д                 | 18    |
| 20                      | 22 | Юкі Цунода            | Red Bull Racing-Honda RBPT   | 1:13.385            | Н/Д                 | Н/Д                 | ПЛ3   |
| Правило 107 %: 1:17.629 |    |                       |                              |                     |                     |                     |       |
| Джерело:                |    |                       |                              |                     |                     |                     |       |

Виноски
- ↑ 1 – Макс Ферстаппен та Джордж Расселл встановили однаковий час в фінальному сегменті кваліфікації. Ферстаппен кваліфікований вище Рассела, оскільки він встановив свій час раніше.[5]
- ↑ 2 – Ленс Стролл кваліфікувався 14-м, але відмовився від участі в гонці через біль у руці та зап'ясті. Кожен із пілотів, що кваліфікувався нижче нього, піднявся на одну позицію вище на стартовій решітці.[7]
- ↑ 3 – Юкі Цунода кваліфікувався 20-м, але був змушений стартувати з піт-лейну, оскільки його болід було модифіковано під час дії умов закритого парку.[6]

## Перегони
| Поз.     | №  | Пілот                 | Конструктор                  | Кола | Час/Схід                  | Старт | Очки |
| -------- | -- | --------------------- | ---------------------------- | ---- | ------------------------- | ----- | ---- |
| 1        | 81 | Оскар Піастрі         | McLaren-Mercedes             | 66   | 1:32:57.375               | 1     | 25   |
| 2        | 4  | Ландо Норріс          | McLaren-Mercedes             | 66   | +2.471                    | 2     | 18   |
| 3        | 16 | Шарль Леклер          | Ferrari                      | 66   | +10.455                   | 7     | 15   |
| 4        | 63 | Джордж Расселл        | Mercedes                     | 66   | +11.359                   | 4     | 12   |
| 5        | 27 | Ніко Гюлькенберг      | Kick Sauber-Ferrari          | 66   | +13.648                   | 15    | 10   |
| 6        | 44 | Льюїс Гамільтон       | Ferrari                      | 66   | +15.508                   | 5     | 8    |
| 7        | 6  | Ізак Аджар            | Racing Bulls-Honda RBPT      | 66   | +16.022                   | 9     | 6    |
| 8        | 10 | П'єр Гаслі            | Alpine-Renault               | 66   | +17.882                   | 8     | 4    |
| 9        | 14 | Фернандо Алонсо       | Aston Martin Aramco-Mercedes | 66   | +21.564                   | 10    | 2    |
| 10       | 1  | Макс Ферстаппен       | Red Bull Racing-Honda RBPT   | 66   | +21.8261                  | 3     | 1    |
| 11       | 30 | Ліам Ловсон           | Racing Bulls-Honda RBPT      | 66   | +25.532                   | 13    |      |
| 12       | 5  | Ґабріель Бортолето    | Kick Sauber-Ferrari          | 66   | +25.996                   | 12    |      |
| 13       | 22 | Юкі Цунода            | Red Bull Racing-Honda RBPT   | 66   | +28.822                   | ПЛ    |      |
| 14       | 55 | Карлос Сайнс мол.     | Williams-Mercedes            | 66   | +29.309                   | 17    |      |
| 15       | 43 | Франко Колапінто      | Alpine-Renault               | 66   | +31.381                   | 18    |      |
| 16       | 31 | Естебан Окон          | Haas-Ferrari                 | 66   | +32.197                   | 16    |      |
| 17       | 87 | Олівер Берман         | Haas-Ferrari                 | 66   | +37.0652                  | 14    |      |
| Схід     | 12 | Андреа Кімі Антонеллі | Mercedes                     | 53   | Двигун                    | 6     |      |
| Схід     | 23 | Александр Албон       | Williams-Mercedes            | 27   | Пошкодження від зіткнення | 11    |      |
| Від      | 18 | Ленс Стролл           | Aston Martin Aramco-Mercedes | 0    | Біль                      | —3    |      |
| Джерело: |    |                       |                              |      |                           |       |      |

Виноски
- ↑ 1 – Макс Ферстаппен фінішував п'ятим, але отримав десятисекундний штраф за зіткнення з Джорджем Расселом.[8]
- ↑ 2 – Олівер Берман фінішував 13-м, але отримав десятисекундний штраф за виїзд за межі траси з отриманням переваги.[8]
- ↑ 3 – Ленс Стролл відмовився від участі в гонці через біль у руці та зап'ясті. Кожен із пілотів, що кваліфікувався нижче нього, піднявся на одну позицію вище на стартовій решітці.[7]

## Положення в чемпіонаті після Гран-прі
|          | Поз. | Пілот           | Очки |
| -------- | ---- | --------------- | ---- |
|          | 1    | Оскар Піастрі   | 186  |
|          | 2    | Ландо Норріс    | 176  |
|          | 3    | Макс Ферстаппен | 137  |
|          | 4    | Джордж Расселл  | 111  |
|          | 5    | Шарль Леклер    | 94   |
| Джерело: |      |                 |      |

|          | Поз. | Конструктор                | Очки |
| -------- | ---- | -------------------------- | ---- |
|          | 1    | McLaren-Mercedes           | 362  |
| 2        | 2    | Ferrari                    | 165  |
| 1        | 3    | Mercedes                   | 159  |
| 1        | 4    | Red Bull Racing-Honda RBPT | 144  |
|          | 5    | Williams-Mercedes          | 54   |
| Джерело: |      |                            |      |

- Примітка: Тільки найвищі п'ять позицій вказані в обох заліках.